# Grand Prix Holandii 1969

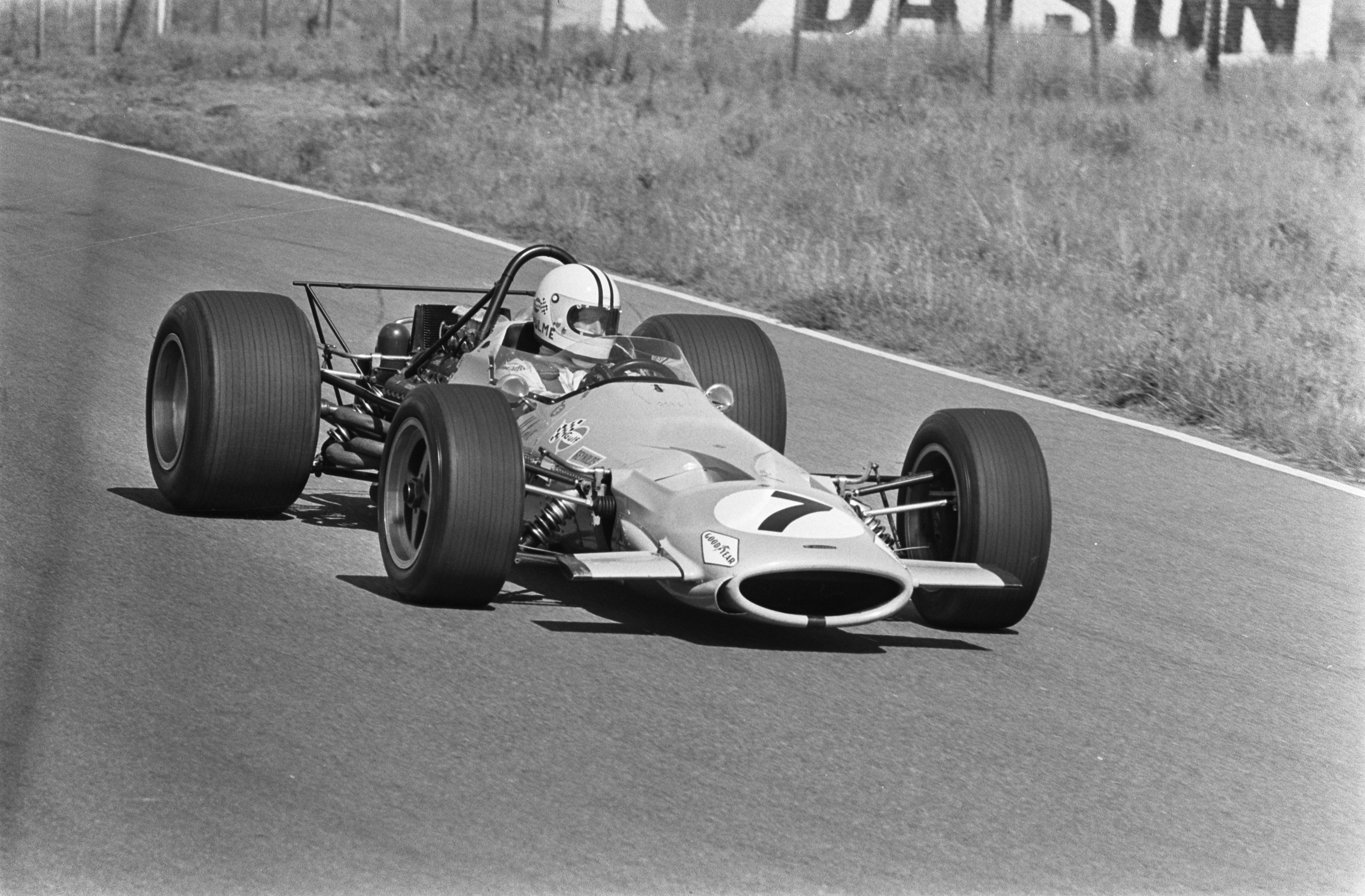
Denny Hulme podczas Grand Prix Holandii 1969

Grand Prix Holandii 1969 (oryg. Grote Prijs van Nederland) – czwarta runda Mistrzostw Świata Formuły 1 w sezonie 1969, która odbyła się 21 czerwca 1969, po raz 15. na torze Zandvoort.
17. Grand Prix Holandii, 15. zaliczane do Mistrzostw Świata Formuły 1.

## Wyścig
| Poz | Nr                | Kierowca             | konstruktor  | Okrążenie | Czas/Powód n.u              | Poz. start. | Punkty |
| --- | ----------------- | -------------------- | ------------ | --------- | --------------------------- | ----------- | ------ |
| 1   | 4                 | Jackie Stewart       | Matra-Ford   | 90        | 2:06:42.08                  | 2           | 9      |
| 2   | 10                | Jo Siffert           | Lotus-Ford   | 90        | + 24.52                     | 10          | 6      |
| 3   | 8                 | Chris Amon           | Ferrari      | 90        | + 30.51                     | 4           | 4      |
| 4   | 7                 | Denny Hulme          | McLaren-Ford | 90        | + 37.16                     | 7           | 3      |
| 5   | 12                | Jacky Ickx           | Brabham-Ford | 90        | + 37.67                     | 5           | 2      |
| 6   | 11                | Jack Brabham         | Brabham-Ford | 90        | + 1:10.81                   | 8           | 1      |
| 7   | 2                 | Graham Hill          | Lotus-Ford   | 88        | + 2 laps                    | 3           |        |
| 8   | 5                 | Jean-Pierre Beltoise | Matra-Ford   | 87        | + 3 okr.                    | 11          |        |
| 9   | 14                | John Surtees         | BRM          | 87        | + 3 okr.                    | 12          |        |
| 10  | 18                | Vic Elford           | McLaren-Ford | 84        | + 6 okr.                    | 15          |        |
|     | Niesklasyfikowani |                      |              |           |                             |             |        |
| NS  | 17                | Silvio Moser         | Brabham-Ford | 54        | układ kierowniczy/elektryka | 14          |        |
| NS  | 6                 | Bruce McLaren        | McLaren-Ford | 24        | zawieszenie                 | 6           |        |
| NS  | 2                 | Jochen Rindt         | Lotus-Ford   | 16        | półoś napędowa              | 1           |        |
| NS  | 16                | Piers Courage        | Brabham-Ford | 12        | sprzęgło                    | 9           |        |
| NS  | 15                | Jackie Oliver        | BRM          | 9         | skrzynia biegów             | 13          |        |